# Pempelia ornatella
Pempelia ornatella is een vlinder uit de familie van de snuitmotten (Pyralidae). De wetenschappelijke naam van de soort is voor het eerst geldig gepubliceerd in 1775 door [Denis & Schiffermüller].